# Пантолопа
Пантолопа, або оронго (Pantholops) — рід антилопоподібних ссавців з родини бикових (Bovidae Gray, 1821). В англомовній літературі відомий як «чіру» (chiru").

## Взаємини з іншими родами
Розгляд Pantholops у складі підродини козлових (Caprinae) підтримується морфологічними та молекулярними дослідженнями (Vrba and Schaller, 2000 та ін.). Рід займає дуже відокремлене місце в систематиці і розглядається як сестринський таксон відносно всіх інших родів підродини Caprinae. Раніше рід класифікували як монотипову трибу Pantholopini, або разом із сайгаком (Saiga tatarica) відносили до окремої триби (групи родів) Saigini.

## Видовий склад
У сучасній фауні рід представлений одним дуже рідкісним видом:
- Пантолопа тибетська Pantholops hodgsonii Abel, 1826.

Пантолопа є (була) об'єктом комерційного полювання, що призвело до критичного скорочення чисельності її популяцій та ареалу. Особливо цінувалося хутро пантолопи. Виживанню виду сприяв жорсткий контроль незаконного полювання, хоча його вплив залишається суттєвим дотепер. Вид має категорію охорони «En» та внесений до першого додатку CITES.